# Parafia Wniebowzięcia Najświętszej Maryi Panny w Niwiskach
Parafia Wniebowzięcia Najświętszej Maryi Panny w Niwiskach – parafia rzymskokatolicka w Niwiskach.

## Historia
Pierwszy kościół - nieznanej fundacji - istniał już w 1300 r. Współcześnie istniejący murowany kościół parafialny został wybudowany w 1787 r. w stylu barokowym dzięki ofiarności Kazimierza Ossolińskiego, podkomorzego mielnickiego. Świątynię konsekrował w 1904 r. biskup lubelski Franciszek Jaczewski.

## Zasięg parafii
Do parafii należą wierni z miejscowości: Niwiski, Aleksandrówka (7 km), Czarnowąż (6 km), Ostrówek (3 km), Tymianka (5 km), Wólka Żukowska (5 km), Wyłazy (2 km), Ziomaki (2 km) i Żuków (5 km). Do parafii należy kaplica dojazdowa w Czarnowążu.